# HAM (音楽グループ)
HAM（ハム、Heart And Mind）は、韓国の女性3人組歌手グループ。LEEYEON Entertainment所属。2009年9月デビュー。

## 来歴
HAMとはHeart And Mindの略で「心で歌って心に届ける」がコンセプト。
結成までそれぞれがモデルやボーカルとして厳しい訓練を積んできた実力派ユニットである。
ミユ、スジン、ヒョニ、ガヒョンの4人組でデビューしたが、ミユが脱退し、現在3人組グループとして活動中。

## メンバー
スジン(Su-JiN)

チームのメインボーカルで音楽に対する熱情が人一倍強い。Dreamer。
- 本名：パク・スジン
- 1987年12月2日生　B型　165cm
- リーダー
- 特技：ピアノ演奏
- 趣味：ミュージックビデオ鑑賞
- 好きな色：PurPle
- ポジション：Main Vocal
- Concept：Voice of HAM
- keyword：Passion

ヒョニ(Hyo-NI)

力強いダンスと情熱でHAMのPOWERを表現する。
- 本名：キム・ジヒョン
- 1987年9月10日生　B型　170cm
- 特技：ポップダンス、ワーキング
- 趣味：映画鑑賞、ピンク色の物集め
- 好きな色：Pink
- ポジション：Rapper,Vocal
- Concept：Style of HAM
- keyword：Fashion

ガヒョン(Ga-HyeoN)

見た目は可愛くて純粋であるが、時に小悪魔に変わるキャラ。HAMのムードメーカー。
- 本名：ソル・ガヒョン
- 1989年1月17日生　A型　162cm
- 特技：演技、中国語
- 趣味：マジック
- 好きな色：Pink
- ポジション：Vocal
- Concept：Enegy of HAM
- keyword：Positive

## ディスコグラフィ

### シングル
- 「T.T.Dance」 2009年9月23日
- 「Doo Geun Doo Geun～ドキドキ～（Girls、Falling in Love）」 2009年12月30日
- 「Alpensia」 2010年1月22日
- 「ウリヌンハナ～私たちはひとつ～」 2010年3月8日 2010年FIFAワールドカップ韓国代表公式応援アルバムメインテーマソング
- 「So Sexy」 2010年10月1日
- 「Propose」 2010年10月28日 iPhoneテーマ曲

### ミュージックビデオ
- 「T.T.Dance」 2009年9月
- 「Doo Geun Doo Geun～ドキドキ～（Girls、Falling in Love）」 2009年12月
- 「ウリヌンハナ～私たちはひとつ～」 2010年3月
- 「So sexy」 2010年10月

## 韓国での活動

### TV
2009年9月、活動開始以降。
- Mnet番組「新グループ、HAM!!」放送。
- Mnet　「Mcountdown」出演。
- KBS2　ミュージックバンク出演。
- Ystar　「Live Power Music」出演。
- MBC　「ショー音楽中心」出演。

### ラジオ
- KBS　「Kiss the radio]
- MBC　「星が輝いてる夜に」
- MBC　「チョン・ソンヒのラブFM」

### ライブ
- Let's rock festival

## 日本での活動
- 2009年12月、テレビ大阪「アイドルスナイパー」出演。（テレビ大阪、スカパービクトリーチャンネルなど1月に4週連続放送）
- 2009年12月、FM COCOLO「Farth Colors Korean edition」出演。
- 2010年2月、YUMI KATSURA「日本一かわいい花嫁コンテスト」で入賞受賞。
- 2010年3月、TOKYO MX「ソウル トレイン」出演。
- 2010年8月、THE SUPER MODEL Asian Beauty Contest 2010の広報大使。ファイナリスト発表コンテストにゲスト出演。
- 2010年8月、ザ・テレビジョン「人気上昇中のK-POPアイドル！」インタビュー記事。
- 2010年11月、TBSオンデマンド「韓国発！ガールズグループコレクション“HAM”」11月1日から配信。
- 2011年2月、渋谷でのライブを行う。

## 特徴・エピソード
ヒョニは自身の容姿に絶大な自信を持っており、他のメンバーが引くほどの言動をしばしば行う。